# 宥勝
王宥勝（出生名王郁翔，1982年6月9日—），藝名宥勝，臺灣電視節目主持人、演員。畢業於臺北縣立永平高級中學、國立中央大學財務金融學系。2023年6月，於臺灣#MeToo運動中被指控性騷擾。2024年5月24日，因妨害性自主案件被臺北地方法院依強制猥褻罪判處8個月徒刑、緩刑5年、須向公庫支付200萬元、赴指定機構完成被害人處遇治療計畫。2025年4月12日，宣布永久退出演藝圈。

## 經歷
曾於2006至2007年間到澳洲打工度假，完成騎單車橫越澳洲沙漠，並參加2008年澳大利亞商工辦事處主辦的「秀出您眼中的澳洲」攝影比賽，以「不朽」作品獲得第三名。三立都會台旅遊節目《冒險王》播出初期，宥勝在朋友面前指著電視大喊「我要當這個節目的主持人！」2007年6月自澳洲回台後，在冒險王節目討論區留言自我推薦，獲得賞識成為第四任主持人，首集於2008年1月2日播出。
從主持人身份進入演藝圈的宥勝陸續接演多部電視劇、電影演出。2012年4月18日以歌手身份在北京舉行加盟海蝶音樂記者會，並於2013年1月發行首張個人專輯《完美先生？》。2015年以作家身份帶老婆和女兒環遊世界，跟《料理高校生》時飾演的 Chris Yao 結局雷同。
2018年推出自製網路實境旅遊節目《最酷的背包菜鳥》，是一個實際由網路選出5位沒有背包經驗的素人菜鳥到世界各地挑戰生存的故事，第一季南美篇中所有挑戰者都只能用新台幣65,000（含機票）的預算，完成一趟為期20天的旅行。並與爽樂團合作推出節目主題曲《菜鳥飛吧》。

## 爭議事件

### 自稱是中國人
宥勝於2015年8月17日於微博表示「我是中國人，也是台灣人」，並宣稱在中國大陸朋友面前會稱中國大陸為「內地」。

### 子女管教議題
2018年2月2日，宥勝於臉書粉絲專頁「宥勝之旅」發文分享，因女兒蕾蕾久不收好玩具睡覺而當面撕毀其玩具，此事引起許多網友正反論戰。

### 合約衝突事件
在《機智校園生活》飾演王浩南角色的宥勝，因個人因素而辭演，而其本人則表示因親人過世，導致情緒低落，為了不影響其拍攝進度才決定請辭；而戲劇中角色被賜死的結果也不禁讓大批觀眾、網友紛紛猜測是否得罪編劇或是電視台高層。而隱身多日的宥勝則在個人臉書時表示，當初的合約僅決定80集，但是電視台與經紀公司卻以「文字遊戲方式」讓他被迫演出100集，後來在要求更多假期時，電視台卻屢次對其施壓，因此於三月底續約以50集為一個單位，但電視台遲遲不肯答應，並開始找藉口試圖拖延。宥勝指出，之所以不肯提，是因這件事情與他本身人生規劃並不會有太多衝突，但是面對許多質疑只好發聲明表達自身立場。針對此事，TVBS在24日發聲明：「TVBS絕無拖延或玩文字遊戲之實，中間與藝人產生傳遞上之誤會，今日雙方皆已釐清，並讓TVBS與宥勝取得共識，未來將更努力彼此了解，互相幫助，亦不希望傷害《機智校園生活》及其他演職員的努力，感謝各界支持關心。」

## 性犯罪
2023年6月18日凌晨，先前在經紀公司工作的Zhi Qihao與丁云鈞兩人於個人臉書頁面發文指控某「形象非常好的好爸爸」、「舉家遷移至台中讓小孩讀書」的「男演員」多次在未經當事人同意下，對不同女性「抓揉胸部」、「強行伸舌頭舔耳朵」、「手伸進內衣內，很熟練、流利地解開內衣」、「從身後突然的環抱」，導致其中有人「只要在臉書新聞看到與他有關的消息，就會莫名的感到不安」。同日於2023年6月18日下午，宥勝於臉書頁面發表道歉聲明。
因性騷擾事件影響，2023年6月19日臺灣電子鎖品牌AiLock智慧鎖、「2023第二屆台中市民野餐日」、及黑松FIN皆終止宥勝代言合作並撤掉相關文宣。同年11月8日，台北地檢署偵結，偵辦期間檢方陸續找到3名女子，傳喚她們出庭後，雖然她們均未提告，不過檢察官認定宥勝對女員工跨坐揉胸舔耳已涉嫌非告訴乃論的犯罪，因此針對女員工案，依照強制猥褻罪（可處6月以上5年以下有期徒刑）將宥勝起訴。至於另兩女案情則僅涉性騷擾，再加上被害女未提告，檢察官予以簽結。
2024年5月24日，宥勝被臺北地院依強制猥褻罪判處8個月徒刑。三立電視台在2024年7月16日證實，已決定將宥勝在臺灣電視劇《Q18量子預言》中的兩集戲分全數刪除。
2025年4月7日，宥勝嘗試重啟YouTube頻道並宣布復出訊息後遭到批評與質疑，於4月12日自行宣布退出演藝圈。

## 主持作品
| 播出日期    | 節目名稱           | 播出頻道   | 備註               |
| 2008–2011年 | 《冒險王》         | 三立都會台 |                    |
| 2011年      | 《愛玩客》         | 三立都會台 |                    |
| 2012年      | 《EXIT》           | MTV        | 反人口販運特輯     |
| 2018年      | 《最酷的背包菜鳥》 | 愛奇藝     | 南美洲挑戰極旅20天 |
| 2019年      | 《前進南極點》     | discovery  |                    |

## 演出作品

### 電視劇
| 年份   | 頻道                   | 劇名                      | 飾演     |
| 2010年 | 台視、三立             | 《第二回合我愛你》        | 任孝國   |
| 2010年 | 台視、三立             | 《偷心大聖PS男》          | 余浩     |
| 2010年 | 台視、三立             | 《犀利人妻 》             | 藍天蔚   |
| 2011年 | 華視                   | 《飛行少年 》             | 謝威廉   |
| 2011年 | 三立、東森             | 《真愛找麻煩》            | 柯偉翔   |
| 2012年 | 台視、三立             | 《我租了一个情人》        | 方顥明   |
| 2012年 | 迪士尼頻道             | 《課間好時光一年二班》    | 白馬王子 |
| 2013年 | 三立、東森             | 《美味的想念》            | 男友     |
| 2013年 | 三立、東森             | 《大紅帽與小野狼》        | 醫師     |
| 2013年 | 三立、東森             | 《有愛一家人》            | 萬聖仁   |
| 2014年 | 無綫電視               | 《愛情來的時候》          | John     |
| 2014年 | 三立、東森             | 《22K夢想高飛》           | 喻其風   |
| 2015年 | 衛視電影台             | 《結婚禁行曲》            | 張傑生   |
| 2015年 | 深圳衛視               | 《長在麵包樹上的女人》    | 安小祿   |
| 2015年 | 三立、東森             | 《料理高校生》            | Chris    |
| 2019年 | TVBS                   | 《女兵日記女力報到》      | RE       |
| 2020年 | HBO                    | 《戒指流浪記》            | 黃奕之   |
| 2021年 | 八大戲劇台、衛視中文台 | 《她們創業的那些鳥事》    | 庾龍玠   |
| 2021年 | 台視、三立             | 《戀愛是科學》            | 霍永泰   |
| 2021年 | TVBS                   | 《機智校園生活》          | 王浩南   |
| 2022年 | TVBS                   | 《機智校園生活-青春萬歲》 | 王浩南   |

### 短片
| 開播日期   | 片 名                       | 角 色 |
| 2011/06/24 | 清蜜星體驗射手星座故事      | 簡立  |
| 2013/02/21 | 《遇見、沖繩》              | Chris |
| 2013/09/19 | 金莎巧克力─《我的金色時刻》 | 宥勝  |

## 電影
| 年份   | 片名                            | 角色     |
| 2002年 | 《江湖龍女》                    | 流氓     |
| 2012年 | 《犀利人妻最終回：幸福男·不難》 | 藍天蔚   |
| 2012年 | 《女孩壞壞》                    | 小捲哥   |
| 2012年 | 《幸福．笑臉》                  | 宥勝     |
| 2014年 | 《大稻埕》                      | 陳佑熙   |
| 2014年 | 《極光之愛》                    | 李學開   |
| 2015年 | 《菜鳥》                        | 葉明賢   |
| 2016年 | 《我的蛋男情人》                | 男友     |
| 2022年 | 《小藍》                        | 數學老師 |
| 待映   | 《72小時莎到你》                |          |

### 配音
- 2013年 《尖叫旅社》(Hotel Transylvania)飾演 強納森(Jonathan)
- 2015年 國家地理頻道《戀戀水梯田》
- 2015年 《尖叫旅社2》(Hotel Transylvania 2)飾演 強納森(Jonathan)

## 音樂錄影帶
| 日期   | 歌手              | 歌名               | 專輯                                  |
| 2010年 | 弦子              | 天真               | 天真                                  |
| 2011年 | 孫燕姿            | 當冬夜漸暖         | 是時候                                |
| 2011年 | 郭靜              | 陪著我的時候想著她 | 陪著我的時候想著她                    |
| 2014年 | 梁文音            | 愛其實很殘忍       | 漫情歌                                |
| 2014年 | 石頭（五月天）    | 真實故事改編       | 末日備忘錄                            |
| 2018年 | 宥勝 feat. 爽樂團 | 菜鳥飛吧           |                                       |
| 2020年 | 韋禮安            | 請你嫁給我         | HBO Asia 原創影集「戒指流浪記」片頭曲 |
| 2021年 | 周興哲            | 如果能幸福         | HBO Asia 原創影集「戒指流浪記」片尾曲 |

## 音樂作品

### 專輯
| 發 行 日 期 | 專 輯 名 稱 | 發 行 公 司 | 專 輯 曲 目                                                   |
| 2013/01/11  | 完美先生？  | 海蝶音樂    | 1. 笨蛋 2. 都給你 3. 笑臉 4. Miss Right 5. 有你的地方 6. 昨日 |

### 單曲
- 2018年 《菜鳥飛吧》

## 出版作品

### 書籍
| 日期   | 書名                             | 出版社   | ISBN               |
| 2009年 | 你，就是冒險王-克里斯的夢想天空  | 大田     | ISBN 9789861791463 |
| 2011年 | 宥勝 裸‧裝                       | 凱特     | ISBN 9789758450107 |
| 2012年 | 挑戰我的不完美                   | 時報     | ISBN 9789571356952 |
| 2016年 | 因為妳，夢想啟動：菜鳥奶爸追夢記 | 大田     | ISBN 9789861794372 |
| 2018年 | 單人床旅行：總有新床伴的隻身冒險 | 大田     | ISBN 9789861795355 |
| 2019年 | 叛逆南極：失敗者的遺言           | 水靈文創 | ISBN 0010838922    |

## 獎項紀錄
| 年份   | 頒獎典禮         | 獎項                  | 節目           | 結果 |
| ------ | ---------------- | --------------------- | -------------- | ---- |
| 2010年 | 第45屆金鐘獎     | 行腳節目主持人獎      | 《冒險王》     | 提名 |
| 2012年 | 第1屆華劇大賞    | 媒體團大獎            | 《真愛找麻煩》 | 獲獎 |
| 2012年 | 第1屆華劇大賞    | 最佳螢幕情侶獎        | 《真愛找麻煩》 | 獲獎 |
| 2013年 | 第2屆華劇大賞    | 最佳華流明星獎        | 《有愛一家人》 | 獲獎 |
| 2020年 | 台灣2020 Youtube | 快速竄升創作者 Top.10 | 《宥勝去哪兒》 | 獲獎 |